# ФК Цибалија
ХНК Цибалија је хрватски фудбалски клуб из Винковаца, који се такмичи у Другој лиги Хрватске.

## Историја
Хрватски грађански жељезничарски клуб Цибалија Винковци основан је 1919. године. Године 1925. фузионише се са ново оформљеним Радничким спортским клубом Слога и тако делује све до почетка Другог светског рата. Име „Цибалија” потпуно се угасило за време рата а од 13. априла 1945. поновно делује Раднички спортски клуб Слога и ново основани клуб Омладинско фискултурно друштво Граничар који су деловали до 25. фебруара 1947. године када се на иницијативу играча тих клубова оснива један клуб који добија име НК Динамо Винковци.
Клуб се 1968. квалификује у тада основану Другу савезну фудбалску лигу као аматерски првак Хрватске, где остаје до 1982. године када се квалификује у Прву савезну лигу тадашње Југославије, у којој се такмичи до 1986/87. када је административним путем избачен из Прве лиге у Другу савезну лигу.
Старо име „Цибалија” је враћено 13. септембра 1990. године. Клуб је од 1991. године до 1997. стални члан Прве хрватске лиге када испада у Другу у којој проводи само једну сезону. Исто се догодило у сезони 2003/04. После тога клуб је стални члан Прве лиге.

## Успеси клуба
- Куп Хрватске
  - Финалиста (1) : 1998/99.

### Историја имена
- 1919 : Оснивање клуба са именом ХНК Цибалија
- 1947 : НК Динамо
- 1990 : повратак имена ХНК Цибалија

## Стадион
Своје утакмице клуб игра на стадиону ХНК Цибалије у Винковцима, капацитета 10.000 места. До 1992. године носио је име Стадион „Младости“, када је име промењено у Стадион „ХНК Цибалија“ Винковци, које носи и данас.
Навијачика група клуба основана 1992. године а зове се Ултрас - Винковци.

## ХНК Цибалија у европским куповима
| Сезона | Такмичење     | Ранг       | Земља              | Клуб              | Резултат |
| ------ | ------------- | ---------- | ------------------ | ----------------- | -------- |
| 2000   | Интертото куп | 1 коло     | Србија и Црна Гора | Обилић, Београд   | 3-1, 1-1 |
|        |               | 2 коло     | Мађарска           | Татабања          | 2-3, 0-0 |
| 2003   | Интертото куп | 2 коло     | Белорусија         | Шахтјор Салихорск | 1-1, 4-2 |
|        |               | 3 коло     | Финска             | Тампере јунајтед  | 2-0, 0-1 |
|        |               | полуфинале | Њемачка            | Волфсбург         | 1-4, 0-4 |

## Резултати у лиги и купу
| Сезона    | Лига   | Позиција | И  | Д  | Н  | ИЗ | ДГ | ПГ | Бод. | Куп                |
| --------- | ------ | -------- | -- | -- | -- | -- | -- | -- | ---- | ------------------ |
| 1992      | 1. ХНЛ | 9        | 15 | 22 | 3  | 9  | 10 | 13 | 24   |                    |
| 1992/93   | 1. ХНЛ | 5        | 30 | 11 | 9  | 10 | 31 | 30 | 31   | осминафинала       |
| 1993/94   | 1. ХНЛ | 7        | 34 | 11 | 13 | 10 | 37 | 27 | 35   | осминафинала       |
| 1994/95   | 1. ХНЛ | 10       | 30 | 9  | 10 | 11 | 26 | 33 | 37   | четвртфинале       |
| 1995/96   | 1. ХНЛ | 12       | 24 | 36 | 11 | 12 | 13 | 43 | 55   | осминафинала       |
| 1996/97   | 1. ХНЛ | 13       | 30 | 11 | 0  | 19 | 35 | 56 | 33   | Шеснаестина финала |
| 1997/98   | 2. ХНЛ | 1        | 30 | 22 | 5  | 3  | 80 | 19 | 71   | шеснаестина финала |
| 1998/99   | 1. ХНЛ | 9        | 32 | 10 | 7  | 15 | 34 | 44 | 26   | Финале             |
| 1999/2000 | 1. ХНЛ | 6        | 33 | 11 | 12 | 10 | 42 | 39 | 45   | полуфинале         |
| 2000/01   | 1. ХНЛ | 9        | 32 | 5  | 18 | 9  | 31 | 45 | 33   | осминафинала       |
| 2001/02   | 1. ХНЛ | 10       | 30 | 9  | 9  | 12 | 34 | 37 | 36   | шеснаестина финала |
| 2002/03   | 1. ХНЛ | 5        | 32 | 12 | 7  | 13 | 39 | 44 | 43   | четвртфинале       |
| 2003/04   | 1. ХНЛ | 11       | 32 | 8  | 7  | 17 | 39 | 53 | 31   | полуфинале         |
| 2004/05   | 2. ХНЛ | 1        | 32 | 21 | 8  | 3  | 65 | 23 | 65   | шеснаестина финала |
| 2005/06   | 1. ХНЛ | 9        | 32 | 9  | 10 | 13 | 33 | 47 | 37   | осминафинала       |
| 2006/07   | 1. ХНЛ | 10       | 33 | 9  | 5  | 19 | 33 | 53 | 32   | четвртфинале       |

## Биланс Цибалије на вечној табели клубова уХНЛ
(од оснивања лиге 1991/92)
| Плас. | Тим               | Број сезона | ИГ  | Д   | Н   | ИЗ  | ГД  | ГП  | Бод  |     |
| ----- | ----------------- | ----------- | --- | --- | --- | --- | --- | --- | ---- | --- |
| 7.    | Цибалиа, Винковци | 14          | 438 | 129 | 128 | 181 | 470 | 587 | -117 | 515 |

## Познати играчи
- Томислав Ивковић
- Иван Бошњак
- Маријан Мрмић
- Никола Јеркан
- Данијел Љубоја
- Хрвоје Ковачевић
- Сулејман Халиловић
- Давор Чоп
- Нервес Захировић
- Срећко Лушић
- Борислав Бошко Тонковић
- Мартин Новоселац